# Joey Heindle
Joey Heindle (né le 14 mai 1993 à Munich) est un chanteur allemand. Il est surtout connu pour avoir remporté la septième saison du jeu télévisé Ich bin ein Star - Holt mich hier raus! (2013) et terminant à la 5e place de la saison 9 de Deutschland sucht den Superstar (2012,).

## Biographie
Joey Heindle est né le 14 mai 1993 à Munich, en Bavière. Il vit actuellement à Freising, en Bavière. Il a 5 frères et sœurs. Il a un diplôme d'aide-cuisinier et a suivi une formation de cuisinier. Il a dû interrompre cette formation en raison d'une blessure à la main. Il a appris la guitare en autodidacte. Il a chanté lors de fêtes d'anniversaire. Ses chanteurs préférés sont Elton John et Xavier Naidoo.

## Émissions de télévision
En 2012 il termine à la 5e place de la saison 9 de Deutschland sucht den Superstar, malgré les critiques universellement négatives du jury chaque semaine,.
En 2013 il participe à la 7e saison du jeu télévisé Ich bin ein Star - Holt mich hier raus! (version allemande de I'm a Celebrity… Get Me Out of Here!). Il succède ainsi à l’actrice et mannequin danoise Brigitte Nielsen.
En 2019 il participe à la 7e saison de Promi Big Brother. Il arrive en finale ou il termine à la deuxième place.